# شارع صلاح سالم
شارع صلاح سالم هو أحد أكبر شوارع القاهرة و يمر بثلاث أحياء هم مدينة نصر ومصر الجديدة والعباسية يضم شوارع أخرى كشارع العروبة أيضاً ومصر الجديدة.

## سبب التسمية
صلاح مصطفى سالم (1920 - 1962)، عسكري وسياسي مصري، ولد في سبتمبر 1920 في مدينة سنكات شرق السودان، حيث كان والده موظفا هناك. أمضى طفولته هناك، وتعلم في كتاتيب السودان. وهو الأخ الأصغر لجمال سالم عندما عاد إلى القاهرة مع والده تلقى تعليمه الابتدائي، ثم حصل على البكالوريا، وتخرج في الكلية الحربية سنة 1940. تخرج في كلية أركان الحرب سنة 1948، وشارك مع قوات الفدائيين التي كان يقودها الشهيد أحمد عبد العزيز.

## معالم الشارع
يوجد بالشارع أرض المعارض الدولية وبانوراما حرب أكتوبر و مدخل استاد القاهرة الدولي ودار القوات الجوية و بعض دور القوات المسلحة المصرية و قصر البارون مؤسس و مصمم حى مصر الجديده الأخرى .